# Arvid Svedelius
Carl Arvid Svedelius, född den 31 januari 1867 i Stockholm, död där den 20 december 1935, var en svensk jurist. Han var son till Carl Svedelius.
Svedelius avlade juris kandidatexamen vid Uppsala universitet 1891. Han blev vice häradshövding 1894, adjungerad i Svea hovrätt 1899, assessor där 1903, konstituerad revisionssekreterare 1906, expeditionschef i justitiedepartementet 1907, revisionssekreterare 1907 och justitieråd 1909. Svedelius var ledamot av lagrådet 1913–1914 och 1924–1926. Han utgav Strafflag för krigsmakten et cetera (1921). Svedelius blev riddare av Nordstjärneorden 1907, kommendör av första klassen av samma orden 1912 och kommendör med stora korset 1919. Han vilar på Norra begravningsplatsen utanför Stockholm.